# Microturbine
Les microturbines sont des turbines à gaz de 25 à 500 kilowatts, provenant des turbocompresseurs de moteurs à pistons, des groupes auxiliaires de puissance (APU) d'avion ou de petits moteurs à réaction, de la taille d'un réfrigérateur. La puissance des microturbines est passée de 30-70 kW à 200-250 kW.

## Conception

Coupe d'une microturbine "récupérée"

Elles comprennent un compresseur, une chambre de combustion, une turbine et un générateur électrique sur un ou deux arbres. Elles peuvent avoir un échangeur de chaleur captant la chaleur perdue pour améliorer l'efficacité du compresseur, un refroidisseur intermédiaire et une postcombustion. Elles tournent à plus de 40 000 tr/min — une microturbine commune à arbre unique tourne généralement entre 90 000 et 120 000 tr/min —. Elles ont souvent un compresseur centrifuge à un étage et une turbine radiale à un étage. Les récupérateurs sont difficiles à concevoir et à fabriquer car ils fonctionnent sous des différentiels de pression et de température élevés.
Les progrès de l'électronique permettent un fonctionnement sans surveillance et la technologie de commutation de puissance électronique élimine le besoin de synchroniser le générateur avec le réseau électrique, lui permettant d'être intégré à l'arbre de la turbine et aussi de servir de démarreur. Les turbines à gaz acceptent les carburants commerciaux, tels que l'essence, le gaz naturel, le propane, le gazole et le kérosène, ainsi que les carburants de filières renouvelables tels que l'E85, le biogazole et le biogaz. Cependant, le démarrage au kérosène ou au gazole peut nécessiter un produit plus volatil tel que le gaz propane. La micro-combustion peut être produite par des microturbines.
Les turbines à gaz grandeur nature utilisent souvent des roulements à billes. Mais pour ce qui est des microturbines, les températures de l'ordre de 1 000 °C et les vitesses élevées des microturbines rendent la lubrification à l'huile et les roulements à billes impraticables ; elles ont besoin des paliers à air ou éventuellement des paliers magnétiques. Elles peuvent aussi être conçues avec des paliers à feuille et un refroidissement par air, fonctionnant sans huile de lubrification, liquide de refroidissement ni autre médium dangereux.
Pour optimiser l'efficacité à charge partielle, plusieurs turbines peuvent être démarrées ou arrêtées selon les besoins dans un système intégré. Les moteurs alternatifs peuvent réagir rapidement aux changements de besoins en puissance tandis que les microturbines perdent plus d'efficacité à de faibles niveaux de puissance. Ils peuvent avoir un rapport de puissance massique plus élevé que celui des moteurs à pistons, de faibles émissions et peu ou une seule pièce mobile. Les moteurs alternatifs peuvent être plus efficaces, être globalement moins chers et utilisent généralement de simples paliers lisses lubrifiés par de l'huile moteur.
Les microturbines peuvent être employées pour la cogénération et la production distribuée en tant que turbo-alternateurs ou turbogénérateurs, ou pour alimenter des véhicules électriques hybrides. La plus grosse partie de la chaleur perdue est contenue dans le pot d'échappement à une température relativement élevée, ce qui en facilite la capture, tandis que la chaleur dégagée des moteurs à pistons est répartie entre son système d'échappement et le refroidissement. La chaleur d'échappement peut être récupérée pour le chauffage de l'eau, des locaux, les processus de séchage ou les réfrigérateurs à absorption de gaz qui génèrent du froid pour la climatisation à partir de l'énergie thermique au lieu de l'énergie électrique.

### Efficacité
Les microturbines ont des rendements de l'ordre de 15 % sans récupérateur, de 20 à 30 % avec et elles peuvent atteindre 85 % de rendement combiné thermoélectrique en cogénération. L'efficacité thermique récupérée du Niigata Power Systems RGT3R de 300 kW atteint 32,5 % tandis que le RGT3C de 360 kW non récupéré est à 16,3 %. Capstone Turbine revendique un rendement électrique PCI de 33 % pour son C200S à 200 kW.
En 1988, le NEDO lance l'initiative Ceramic Gas Turbine dans le cadre du projet japonais New Sunshine. En 1999, le modèle CGT302 à double arbre récupéré de 311,6 kW de Kawasaki Heavy Industries a atteint une efficacité de 42,1 % et une turbine à 1 350 °C de température en entrée,. En octobre 2010, Capstone s'est vu attribuer par le département de l'Énergie des États-Unis la conception d'une microturbine intercooler à deux étages dérivée de ses moteurs à 200 kW et 65 kW pour une turbine de 370 kW visant un rendement électrique de 42 %. Des chercheurs de l'université de technologie de Lappeenranta-Lahti ont conçu une microturbine à deux arbres avec refroidissement intermédiaire et récupération de 311,6 kW visant un rendement de 45 %.

## Marché
Le site Forecast international prévoit une part de marché de 51,4 % pour Capstone Turbine par unité de production de 2008 à 2032, pour Bladon Jets, 19,4 %, pournMTT, 13,6 %, pour FlexEnergy, 10,9 % et pour Ansaldo Energia, 4,5 %.

## Ultra-micro
Le MIT a lancé son projet de moteur à turbine de taille millimétrique au milieu des années 1990 lorsque le professeur d'aéronautique et d'astronautique Alan H. Epstein conceptualise une turbine personnelle capable de répondre à tous les besoins électriques d'un consommateur moyen, tout comme une grande turbine peut répondre aux besoins en électricité d'une petite ville. Des difficultés sont apparues avec la dissipation thermique et les roulements à grande vitesse dans ces nouvelles microturbines. De plus, leur efficacité attendue est très faible de 5 à 6 %.
Selon le professeur Epstein, les batteries rechargeables Li-ion commerciales actuelles fournissent environ 120 à 150 Wh/kg. La turbine millimétrique du MIT fournira 500–700 Wh/kg à court terme, passant à 1 200–1 500 W∙h/kg à plus long terme.
Une microturbine belge similaire construite par la Université Catholique de Louvain ayant un diamètre de rotor de 20 mm, devrait produire environ 1 000 W.

## Applications dans l'aviation
Le groupe Safran soutient la startup française Turbotech, développant un turbopropulseur de 73 kW (98 stp) avec un récupérateur qui améliore l'efficacité de 10 à 30 %, pour une consommation spécifique de carburant au frein similaire à un moteur à pistons, mais 30 kg plus léger à 55 kg et sans traînée de refroidissement. Les coûts directs d'exploitation devraient baisser de 30 % grâce à des carburants plus diversifiés et à une maintenance moindre avec un temps moyen entre révisions doublé à 4 000 h. Destiné aux biplaces ultra-légers haut de gamme et aux avions sans pilote, il sera légèrement plus cher qu'un Rotax 912 concurrent mais il devrait être compétitif sur son cycle de vie. Pour un VTOL biplace, un turboalternateur de 55 kW pèserait 85 kg avec du carburant pour 2 h 30 d'autonomie au lieu d'une tonne de batteries. Un démonstrateur a fonctionné en 2016-17 et les essais au sol devraient débuter au second semestre 2018 avant les essais en vol au second semestre 2019 et une première livraison au premier semestre 2020. La chaîne d'assemblage finale est construite à l'aéroport de Toussus-le-Noble près de Paris, pour une production annuelle de 1 000 moteurs d'ici 2025. Une efficacité de 30 % équivaut à une consommation de carburant de 281 g/kWh avec un carburant de 42,7 MJ/kg. Le turbopropulseur TP-R90 à 64 kg ou le turbogénérateur TG-R90 peut produire 90 kW (120 ch) et brûle 18–25 l de carburéacteur par heure en croisière.
Le tchèque PBS Velká Bíteš propose un turbopropulseur TP100 à 180 kW (241 CV) de 61,6 kg pour les ultra-légers et les drones, consommant 515 g/kWh. Cela équivaut à 16,4 % d'efficacité avec un carburant de 42,7 MJ/kg.
L'entreprise UAV Turbines, basé à Miami, développe ses turbopropulseurs Monarch RP (anciennement UTP50R) à 40 ch (30 kW) récupéré pour environ 600 kg, avion de poids brut, à tester sur l'avion ultra-léger TigerShark. Le 10 décembre 2019, la société a dévoilé son Monarch Hybrid Range Extender, un démonstrateur électrique hybride de 33 ch (25 kW) basé sur sa turbine Monarch 5 dévoilée en septembre, pesant 27 kg pour le moteur et 54 kg pour l'ensemble du système.

## Véhicules hybrides
Lorsque la turbine à gaz est utilisée dans des véhicules électriques à autonomie étendue, l'inconvénient de la stagnation d'efficacité est moins important, car elle peut fonctionner à quasiment la puissance maximale , produisant de l'électricité avec un alternateur, selon la vitesse et l'état de la batterie soit pour la motricité, soit pour les batteries. Les batteries agissent comme un « tampon » (stockage d'énergie) en fournissant la quantité de puissance requise aux moteurs de roue, occultant l'usage de l'accélérateur de la turbine à gaz.
Il n'y a d'ailleurs pas besoin d'une boîte de vitesse importante ou à vitesse variable car faire tourner un alternateur à des vitesses relativement élevées permet d'en utiliser un plus petit et plus léger. Le rapport poids/puissance supérieur de la turbine à gaz et de sa boîte de vitesses à vitesse fixe permet d'avoir un moteur beaucoup plus léger que celui de la Toyota Prius (essence à 1,8 litre) ou de la Chevrolet Volt (essence à 1,4 litre). Cela permet d'une part de transporter plus de batteries, et donc de rallonger l'autonomie en mode électrique seul et d'autre part le véhicule peut être équipé de batteries au plomb plus lourdes et moins chères ou une batterie au lithium fer phosphate plus sûre.
Dans les véhicules électriques à autonomie étendue, comme ceux prévus par Land-Rover/Range-Rover en association avec Bladon, ou par Jaguar également en partenariat avec Bladon, la très mauvaise réponse à l'étranglement (leur moment d'inertie de rotation élevé) n'a pas d'importance[réf. nécessaire], parce que la turbine à gaz, qui peut tourner à 100 000 tr/min, n'entraine pas directement les roues. C'est cette mauvaise réponse d'étranglement qui a tant dérangé le prototype de voiture à moteur à turbine à gaz Rover de 1950, qui n'avait pas l'avantage d'un groupe motopropulseur électrique intermédiaire pour fournir des pics de puissance soudains lorsque le conducteur le demandait[C'est-à-dire ?].